# Pizi

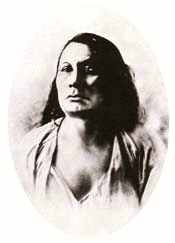
Phizí (Gall)

Phizí (znany w historiografii angielskojęzycznej jako Gall od ang. gall bladder – "woreczek żółciowy") (ok. 1840-1894) – urodził się w 1840 roku nad rzeką Moreau w Dakocie Południowej. Pochodził z ubogiej rodziny w grupie Dakotów-Hunkpapów, lecz mimo to otrzymał staranne wykształcenie, dzięki pomocy społeczności indiańskiej. Już jako młodzieniec wyróżniał się uzdolnieniami militarnymi. Był oficerem Siedzącego Byka, którego przewyższał umiejętnością dowodzenia w bitwie. Po zwycięstwie w 1876 r. nad Little Big Horn, Pizi razem z Siedzącym Bykiem uciekł do Kanady. W 1880 r. powrócił na teren USA i poddał się majorowi Ilgesowi w obozie nad rzeką Poplar w Montanie. 1 stycznia 1881 r. osiadł w rezerwacie Standing Rock. 
Od roku 1889 pełnił funkcje sędziego do spraw indiańskich w Agencji Standing Rock. 2 marca 1889 r. brał udział w ratyfikowaniu ostatniego traktatu Dakotów z rządem USA, na podstawie którego duży rezerwat podzielono na kilka mniejszych i część z nich oddano rządowi. Zmarł 5 grudnia 1894 r. nad rzeką Oak w Dakocie Południowej.